# Ologamasus simplicior
Ologamasus simplicior är en spindeldjursart som först beskrevs av Berlese 1914.  Ologamasus simplicior ingår i släktet Ologamasus och familjen Ologamasidae. Inga underarter finns listade i Catalogue of Life.